# Liber sine nomine
Il Liber sine nomine (in Italiano: Libro senza nome) è il titolo di una raccolta di diciannove lettere scritte in latino e composte nel XIV secolo dal poeta rinascimentale Francesco Petrarca. L'intera opera appare come una forte critica nei confronti del papato di Avignone, periodo in cui la sede centrale del cattolicesimo fu spostata da Roma nella suddetta città francese. Inizialmente le lettere del Liber sine nomine sarebbero dovute entrare a far parte della raccolta delle Epistole, ma ne furono separate per essere inserite in un libro a sé stante.

## Corrispondenti delle lettere
Petrarca indirizzò le lettere a i suoi amici più stretti che, il più delle volte, ricoprivano importanti cariche pubbliche. Al fine di preservare l'anonimato dei suoi corrispondenti, il poeta decise di scartare le diciannove lettere dall'Epistole e di inserirle in un libro "senza nome" in modo che non potesse risalire direttamente all'identità del ricevente.
Tra i corrispondenti figurano:
- Filippo di Cabassoles
- Cola di Rienzo
- Francesco Nelli
- Niccolò Capocci
- Lapo da Castiglionchio
- Rinaldo Cavalchini
- Stefano Colonna
- Ildebrandino Conti

Inoltre, a queste 19 lettere, si aggiunge anche un'appendice, nella quale Petrarca tenta di fare un ultimo appello sollecitativo per riportare il papato a Roma indirizzato all'imperatore Carlo IV.